# James Renner
Pour les articles homonymes, voir Renner.
Œuvres principales
- L'Obsession

James Renner, né le 30 mars 1978 à Cleveland en Ohio, est un écrivain américain.

## Œuvres

### Romans
- L'Obsession, Super 8, 2014 ((en) The Man from Primrose Lane, 2012)
- Version officielle, Super 8, 2017 ((en) The Great Forgetting, 2015)

### Essais
- (en) Amy: My Search for Her Killer, 2006
- (en) The Serial Killer's Apprentice, 2008
- (en) It Came from Ohio, 2012
- Addict, Sonatine, 2017 ((en) True Crime Addict: How I Lost Myself in the Mysterious Disappearance of Maura Murray, 2016)